# José Ramón Anda
José Ramón Anda Goikoetxea (Bakaiku, Navarra, 1949) es un reconocido escultor español y ha sido profesor en la Escuela de Bellas Artes de la Universidad del País Vasco.

## Trayectoria
José Ramón Anda (Bacáicoa, Navarra, 1949) procede de una familia de tallistas y ebanistas; así que pronto entró en contacto con las cualidades constructivas de la madera, elemento muy presente en su entorno natural, en su juventud y en la actualidad, pues tiene su casa-taller en el lugar de origen.
Estudió en la Escuela de Bellas Artes de San Fernando de Madrid, entre 1970 y 1974, y durante esos años se centró en la representación expresionista del cuerpo humano. 
En 1974 fue becado por la Academia Española de Bellas Artes de Roma, y allí estuvo hasta la primavera de 1975. Allí conoció de cerca tanto la escultura clásica como la de destacados artistas italianos del siglo XX —Giacomo Manzú, Marino Marini y Arturo Martini—, que habrían de influir en su obra. Esta escultura pesó en Jorge Oteiza, cuyas teorías sobre el espacio y sobre el proceso del trabajo escultórico laten, en buena medida, en la obra de Anda. A estos influjos italianos se suman la del escultor, diseñador y arquitecto suizo Max Bill, alumno de Walter Gropius (Escuela de la Bauhaus), y su admiración por la perfección formal y el respeto hacia la materia de otro escultor vasco, Eduardo Chillida. 
Anda empezó pronto como escultor, trabajando con diversos materiales, desde luego con la madera (su padre era ebanista, y la tradición familiar lo orientó directamente hacia ese material), pero también con la piedra, los metales y el hormigón. A principios de los años ochenta, tanto Jorge Oteiza como Eduardo Chillida elogiaron públicamente la calidad de sus trabajos, y Anda alcanzó celebridad en el País Vasco y Navarra, hasta expandirse su renombre progresivamente más allá de esa zona, llegando a ámbitos geográficos más amplios. 
Anda ha desarrollado una escultura abstracta pero de base organicista en la que conjuga planteamientos racionalistas y espaciales con gran interés por los aspectos sensitivos de la materia. Anda admira, en síntesis, a Chillida y Oteiza (al que trató de cerca), y asimismo a Brancusi, pero también a dos escultores como Giacomo Manzù y Marino Marini. Por ello, Anda ha desarrollado una escultura abstracta de base organicista en la que se conjugan planteamientos racionalistas y espacialistas, aunque con gran interés por los aspectos sensoriales de la materia, que guarda y relanza un halo figurativo.
Por su decidida reclusión en el taller y su alejamiento de los medios artísticos, es casi un artista de culto, como señala el crítico y arquitecto José Ángel Sanz Esquide. Durante un tiempo fue profesor en la Escuela de Bellas Artes de la Universidad del País Vasco. Hoy es un escultor con más treinta años de trayectoria creadora ininterrumpida.
La primera exposición colectiva tuvo lugar en 1975, en San Sebastián (Museo de San Telmo); la última la hizo en esta ciudad en 2004 (Koldo Mitxelena). Destaca, entremedias, la importante de Madrid y Segovia, realizada en 2000, sobre esculturas de madera, donde está al lado de obras de Torres García, Julio González, Miró, Picasso, Ferrant, Alberto, Esteban Vicente, Chillida, Lucio Muñoz o Gerardo Rueda.
Su primera exposición individual la hizo en Pamplona en 1976; a esta le han seguido Bilbao (1982), Madrid (1983), San Sebastián (1986), París (1987), Valladolid (1988), Pamplona (1990), Madrid (1991), Barcelona (1992), Pamplona (1996), Palencia (1999), San Sebastián (2001), Gijón (2001), Bilbao (2001), L'Hospitalet y Pamplona (2008), esta última con el título "Los límites de la materia".

Entre mayo y septiembre de 2012, se expusieron en el Museo de Bellas Artes de Bilbao 40 piezas de Anda en una importante muestra global. En el verano de 2019 se vio una nueva exposición monográfica suya, con varias piezas nuevas, en el Centro Kursaal Elkargunea de San Sebastián.

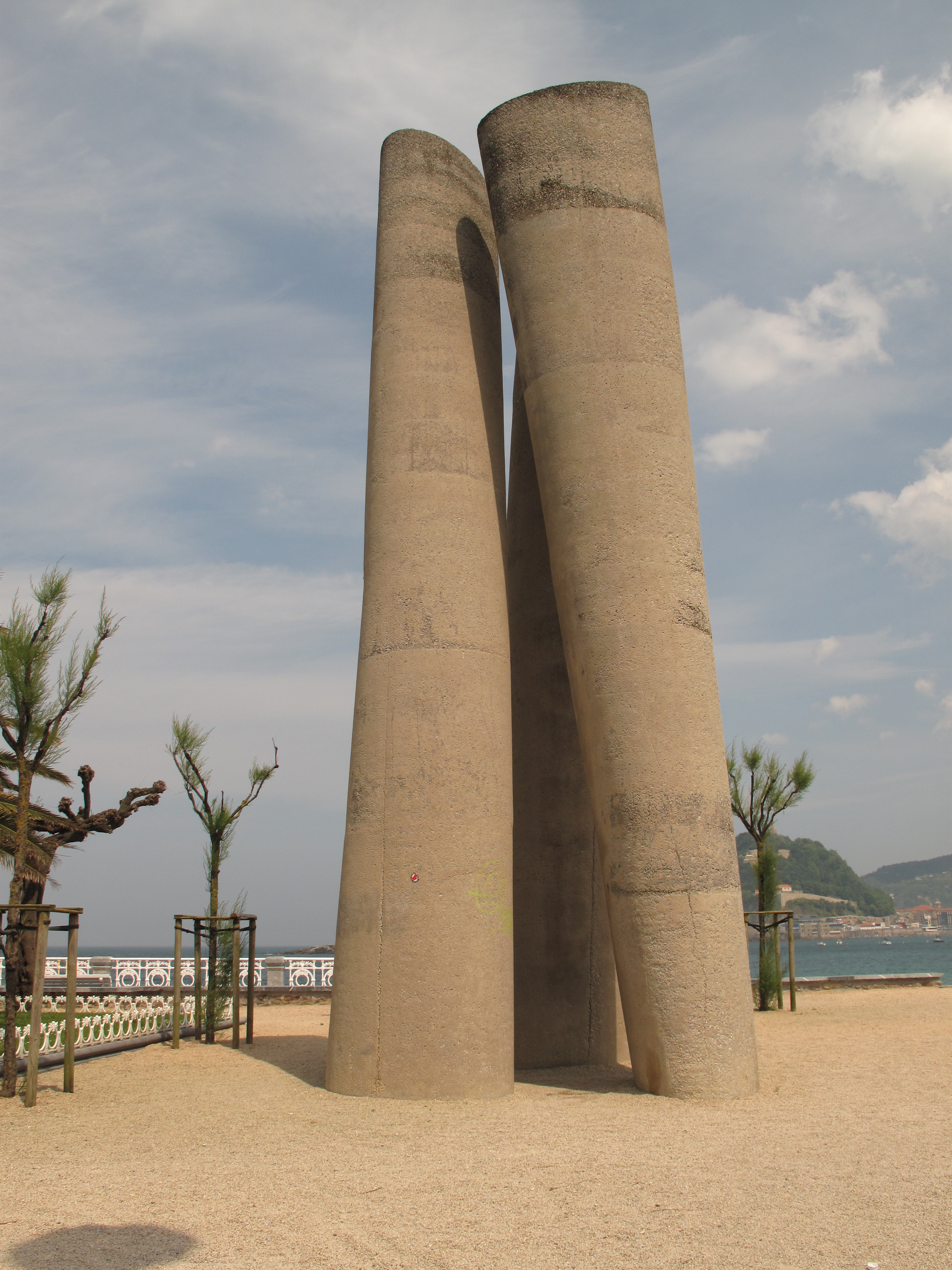
Zeharki (1983-1989) en San Sebastián.

## Premios
Entre otros premios, Anda ha recibido:
- 1978: Premio de Escultura Bienal de Vitoria.
- 1982: Primer Premio Internacional de Escultura Ángel Orensanz, Sabiñánigo (Huesca).
- 1983: Primer Premio Bienal de Escultura de San Sebastián.
- 1983: Primer Premio Segundo Certamen Internacional de Escultura Ciudad de Jaca (Huesca).
- 1983: Primer Premio de Escultura Concurso Gure Artea del Gobierno Vasco.
- 1989: Premio Concurso de Escultura Ayuntamiento de Zarauz (Guipúzcoa).
- 1993: Premio Concurso de Escultura Ayuntamiento de Zumárraga-Villarreal de Urrechua (Guipúzcoa).
- 1997: Segundo Premio Nacional de Escultura Caja Madrid.

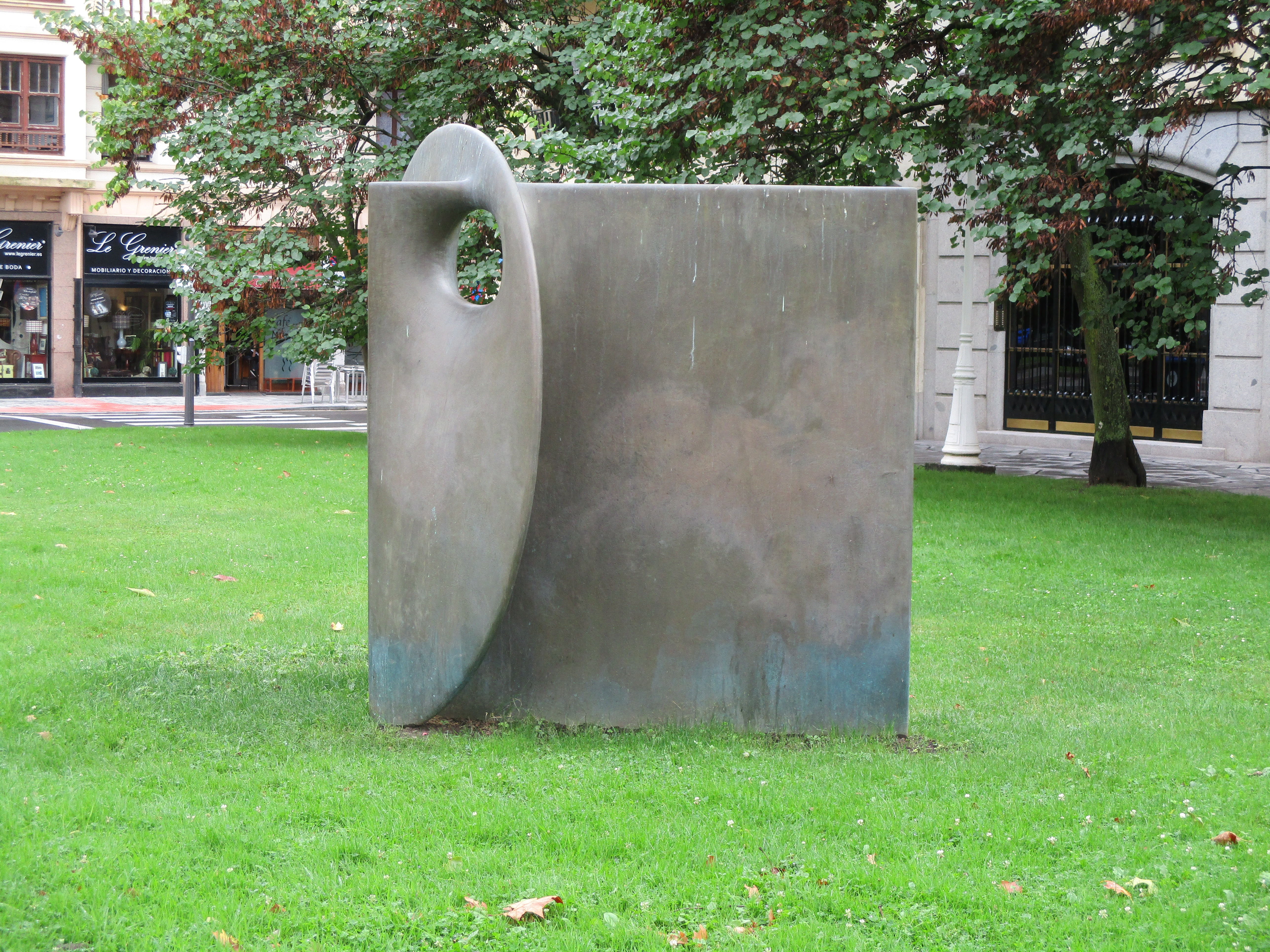
Ikusmira (Bilbao, 2012)

## Obras Públicas
- Zeharki (1982-1989), jardines de la avenida de Satrústegui, San Sebastián.
- Homenaje a Juan de Antxieta, plaza Hiru-bide, Pamplona.
- Lehioa (1989), Zarauz (Guipúzcoa).
- Polifemo/Leida (1993), parque Antoniuti, Pamplona.
- Goruntz (1980-1994), Zumárraga (Guipúzcoa).
- Belak (2000-2001), Baquio (Vizcaya).
- Haizean (1978-2002), Tolosa (Guipúzcoa).
- Zeharki II (2000-2002), Galdácano (Vizcaya).
- Sin Título (1999-2003), Alsasua (Navarra).
- La Memoria de Urbasa (Homenaje a los fusilados en la Guerra Civil), parque de Urbasa (Navarra).
- Punto de luz y equilibrio/Argi izpia eta oreka (1979-2003), Universidad Pública de Navarra (UPNA), Pamplona.
- Virgen con niño (2011), Iglesia de Iesu, San Sebastián.